# Один день у Бомонті
Один день у Бомонті (англ. A Day in Beaumont) — перший сегмент 24-го епізоду 1-го сезону телевізійного серіалу «Сутінкова зона».

## Сюжет
Дія відбувається у 1955 році. На самому узбіччі шосе, що веде до населеного пункту Бомонт, посеред безлюдної пустельної місцевості зупиняється легковий автомобіль, у якому знаходиться молода подружня пара — вчений-астроном Кевін Карлсон та його дружина Фейт. Вийшовши з автівки, вони обоє помічають дивний об'єкт, зовні схожий на гігантський метеорит, — він падає неподалік від них, після чого починає йти густий дим. Візуально це було схоже на авіакатастрофу. Кевін та Фейт ідуть туди, де впав таємничий об'єкт, для того, щоб з'ясувати його природу. В ході спостережень виявляється, що це — літаюча тарілка, яка прибула на Землю з іншої галактики. Кевін та його дружина спостерігають за процесом висадки інопланетян та їхньою поведінкою до тих пір, поки прибульці не помічають їх. Далі подружжя, переслідуване літаючим об'єктом, сідає у свій автомобіль та якомога швидше від'їжджає з цього місця.
Приїхавши до Бомонту, Кевін та Фейт заходять до місцевої їдальні, де розповідають про побачене шерифові поліції. Полісмен спочатку не вірить молодим людям та навіть трохи сумнівається в їхній адекватності, однак по закінченні розмови пропонує, щоб вони разом поїхали до того місця, де все це відбулося. Через деякий час вони прибувають на місце, де вже працює велика кількість воєнних поліцейських. На перший погляд, тут проводиться розслідування, однак трохи згодом Кевін помічає цікаву картину: в той момент, коли працює спалах фотоапарата, тіла присутніх на місці чоловіків повністю забарвлюються в зелений колір. Це сильно насторожує молодого чоловіка. Один з полісменів просить Кевіна, щоб він з дружиною пройшов до тарілки. Однак він відмовляється, після чого подружня пара покидає місцевість так само швидко, як і перед цим.
На шляху до Бомонту Кевін зупиняє автомобіль та дзвонить у ФБР, щоб повідомити про побачений ним незвичайний випадок. Однак лінія виявляється зайнятою. Приїхавши до населеного пункту, Кевін з дружиною заходять до тієї самої їдальні та починають розповідати про все це видавцю місцевої газети містеру Орсону. Містер Орсон, однак, скептично ставиться до розповіді молодих людей. В ході бесіди Кевін помічає, що його співрозмовник — один з тих інопланетян, які прибули на Землю на літаючій тарілці. Після цього налякане подружжя сідає у свій автомобіль та вирушає в дорогу. Під час руху їх наздоганяє тарілка та разом з машиною затягує до себе на борт. Вже всередині літаючого об'єкту Кевіна та Фейт перепрограмовують, в результаті чого вони перетворюються на таких самих прибульців, як і всі люди, з якими вони до цього моменту мали справу. Наприкінці епізоду Кевін Карлсон повертається до Бомонту вже у вигляді поліцейського та зі скептичним виразом обличчя вислуховує розповідь іншого чоловіка, який так само, як і він перед цим, побачив у небі невідому літаючу тарілку.

## Цікаві факти
- Епізод не має оповіді ні на початку, ні в кінці.
- Епізод не є синдикованим та не показується по телебаченню.
- Актор Джеф Морроу, який зіграв містера Орсона, знявся також у двадцятому епізоді першого сезону оригінальної «Зони сутінків», який має назву «Elegy» («Елегія»).
- Актор Воррен Стівенс, присутній в даному епізоді, знявся також у вісімдесят другому епізоді третього сезону оригінальної «Зони сутінків» під назвою «Dead Man's Shoes» («Взуття мертвого чоловіка»).
- Назву «Бомонт» для населеного пункту, в якому проходили зйомки епізоду, було взято на честь письменника Чарльза Бомонта, який є автором оповідань для оригінальної «Зони сутінків». Крім цього, місто з такою самою назвою є в американському штаті Техас.

## Ролі виконують
- Віктор Гарбер — Кевін Карлсон
- Стейсі Нелькін — Фейт Карлсон
- Джеф Морроу — містер Орсон
- Кеннет Тобі — шериф
- Воррен Стівенс — Вітмор
- Річард Партлоу — сержант
- Майлз О'Брайєн — молодий чоловік

## Прем'єра
Прем'єра епізоду відбулась у США та Великій Британії 11 квітня 1986.